# اولاسفا
اولاسفا (به مجاری: Olaszfa) یک شهرداری در مجارستان است که در واش واقع شده‌است. اولاسفا ۱۶٫۵۴ کیلومتر مربع مساحت و ۴۷۱ نفر جمعیت دارد.